# Лечин
Лечин (нім. Letschin) — громада в Німеччині, розташована в землі Бранденбург на лівому березі Одера, яким проходить кордон з Польщею. Входить до складу району Меркіш-Одерланд.
Площа — 141,28 км2. Населення становить 3978 ос. (станом на 31 грудня 2020).

## Демографія
- Динаміка населення з 1875 року в сучасних кордонах (Синя лінія: населення; Пунктир: відносна порівняльна динаміка населення землі Бранденбург; Сірий фон: період Третього рейху; Помаранчевий фон: період НДР)
- Динаміка населення (синя лінія) і прогнози

| Рік  | Населення |
| ---- | --------- |
| 1875 | 13 357    |
| 1890 | 11 550    |
| 1910 | 10 551    |
| 1925 | 10 413    |
| 1939 | 9 470     |
| 1950 | 10 311    |
| 1964 | 8 299     |

| Рік  | Населення |
| ---- | --------- |
| 1971 | 7 883     |
| 1981 | 6 480     |
| 1985 | 6 275     |
| 1990 | 6 133     |
| 1995 | 5 588     |
| 2000 | 5 332     |
| 2005 | 4 785     |

| Рік  | Населення |
| ---- | --------- |
| 2010 | 4 329     |
| 2015 | 4 035     |
| 2016 | 4 003     |
| 2017 | 3 967     |
| 2018 | 3 987     |
| 2019 | 3 975     |
| 2020 | 3 978     |

Джерела даних вказані на Wikimedia Commons.

## Галерея

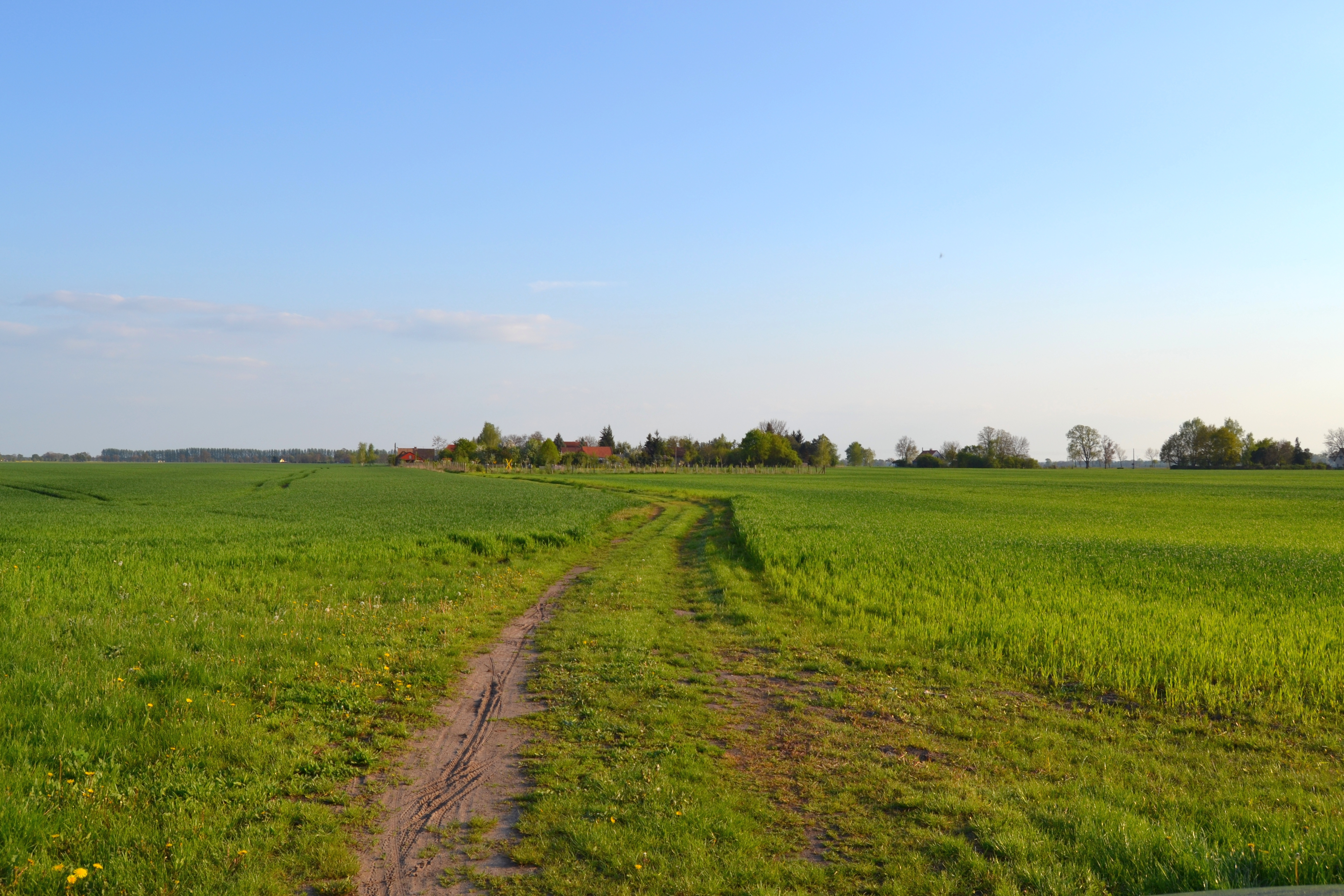
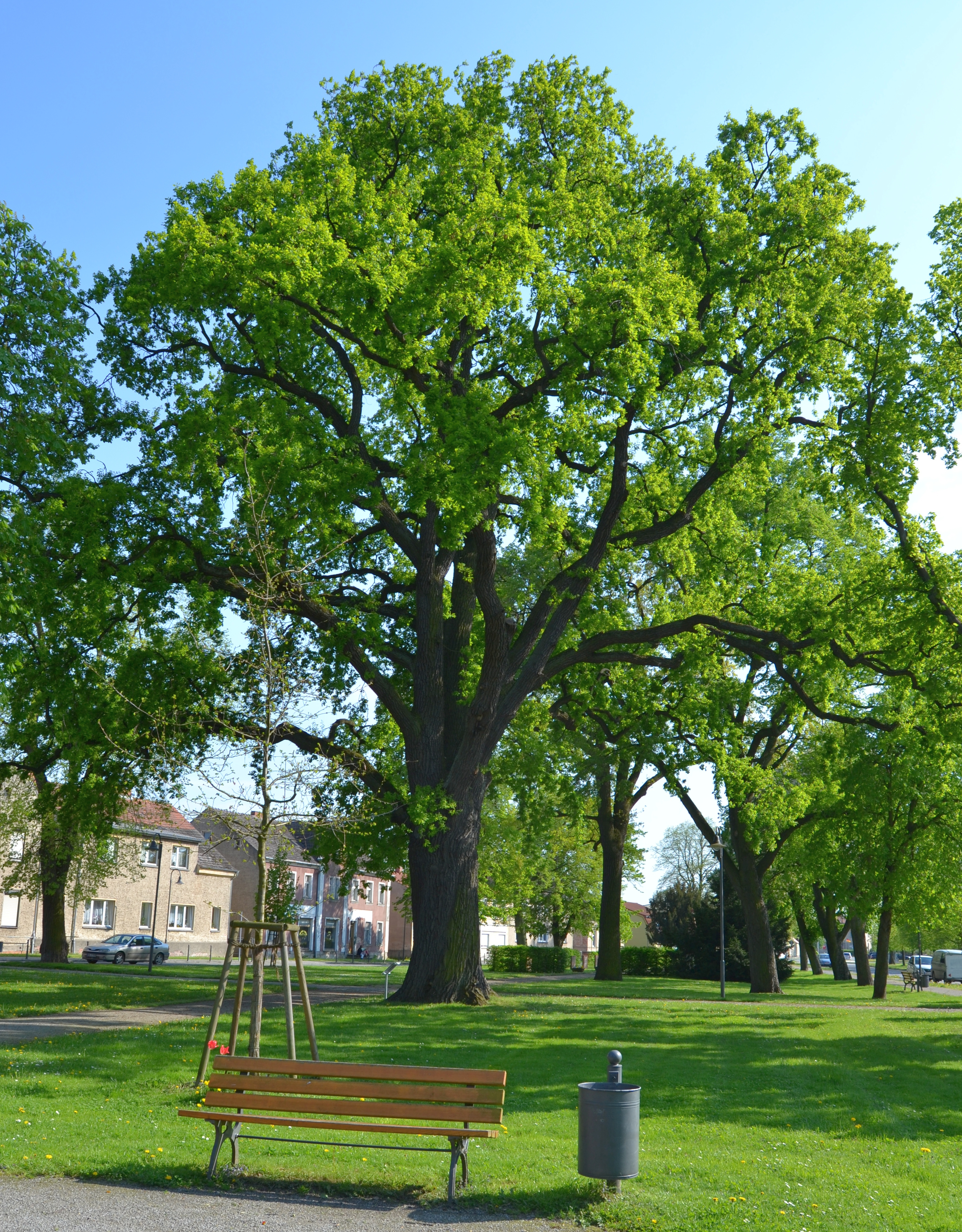
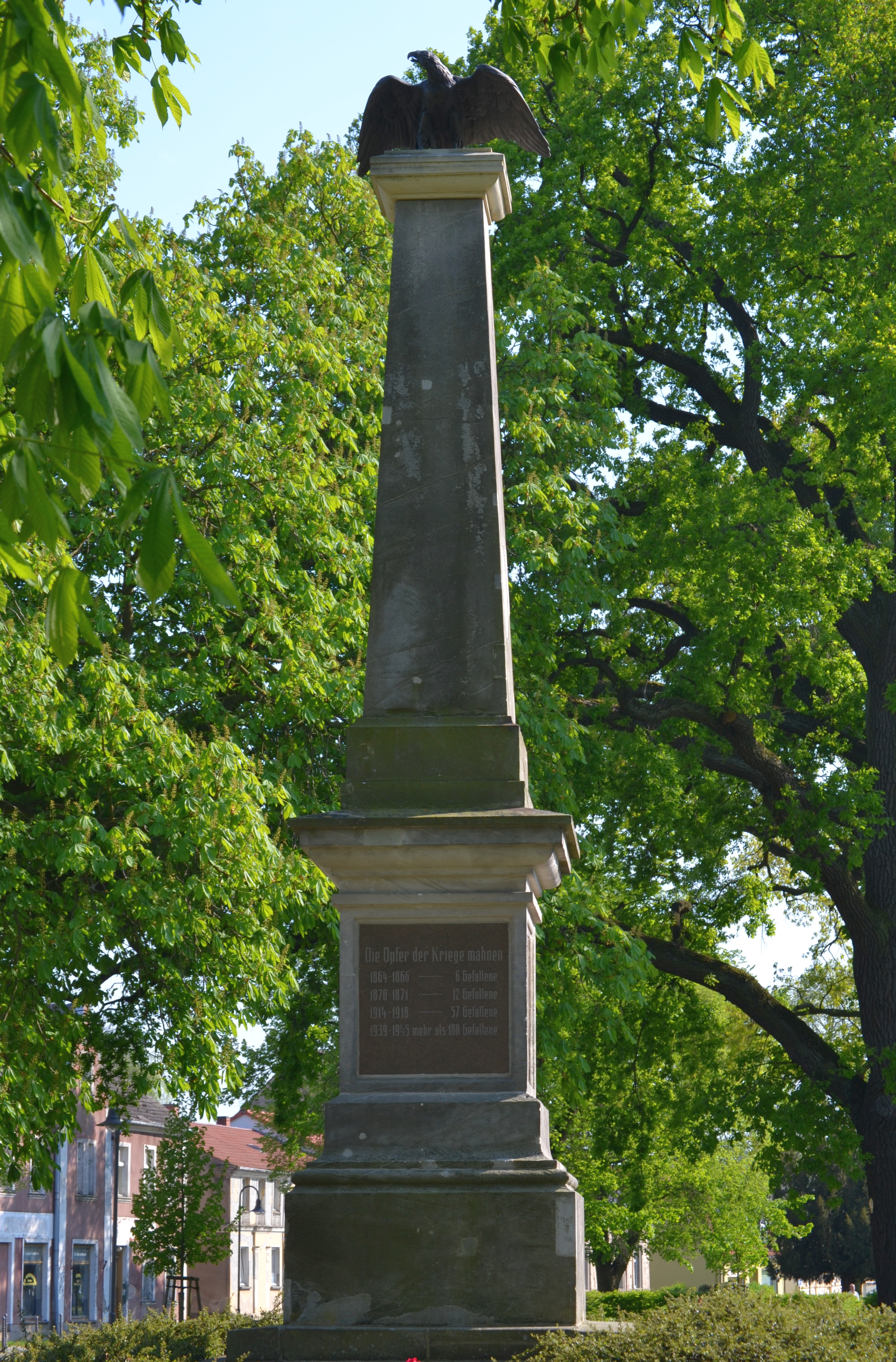
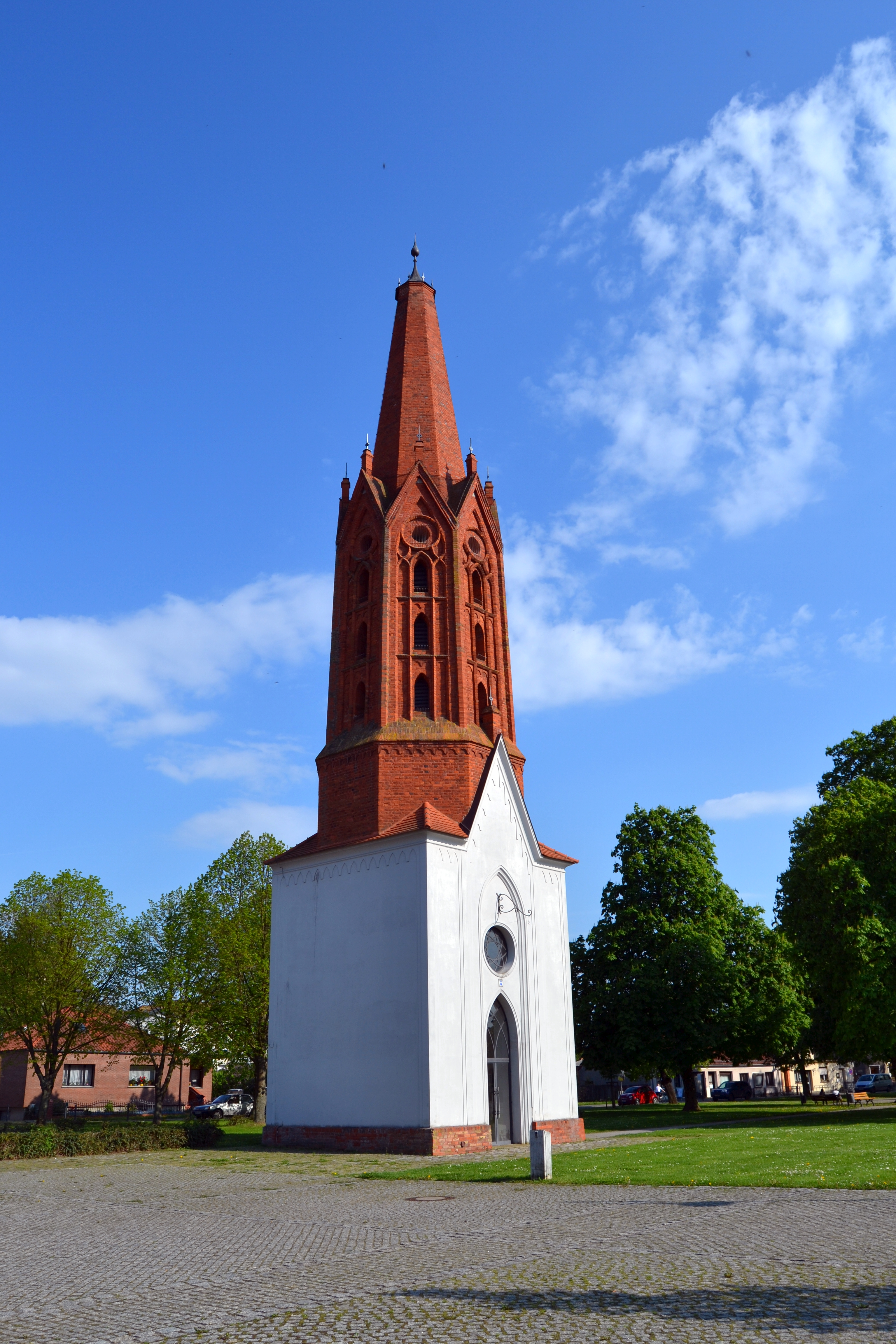
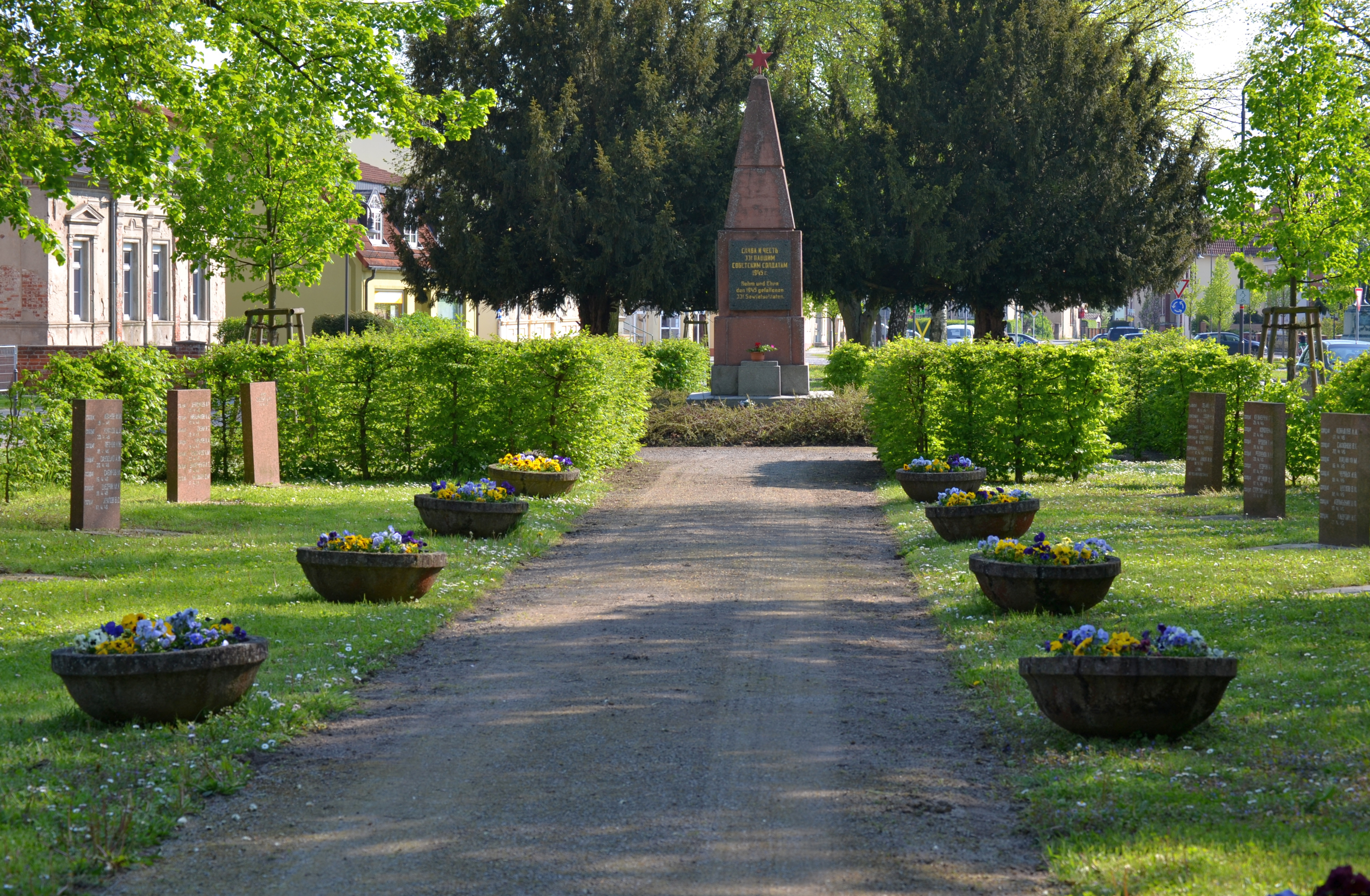
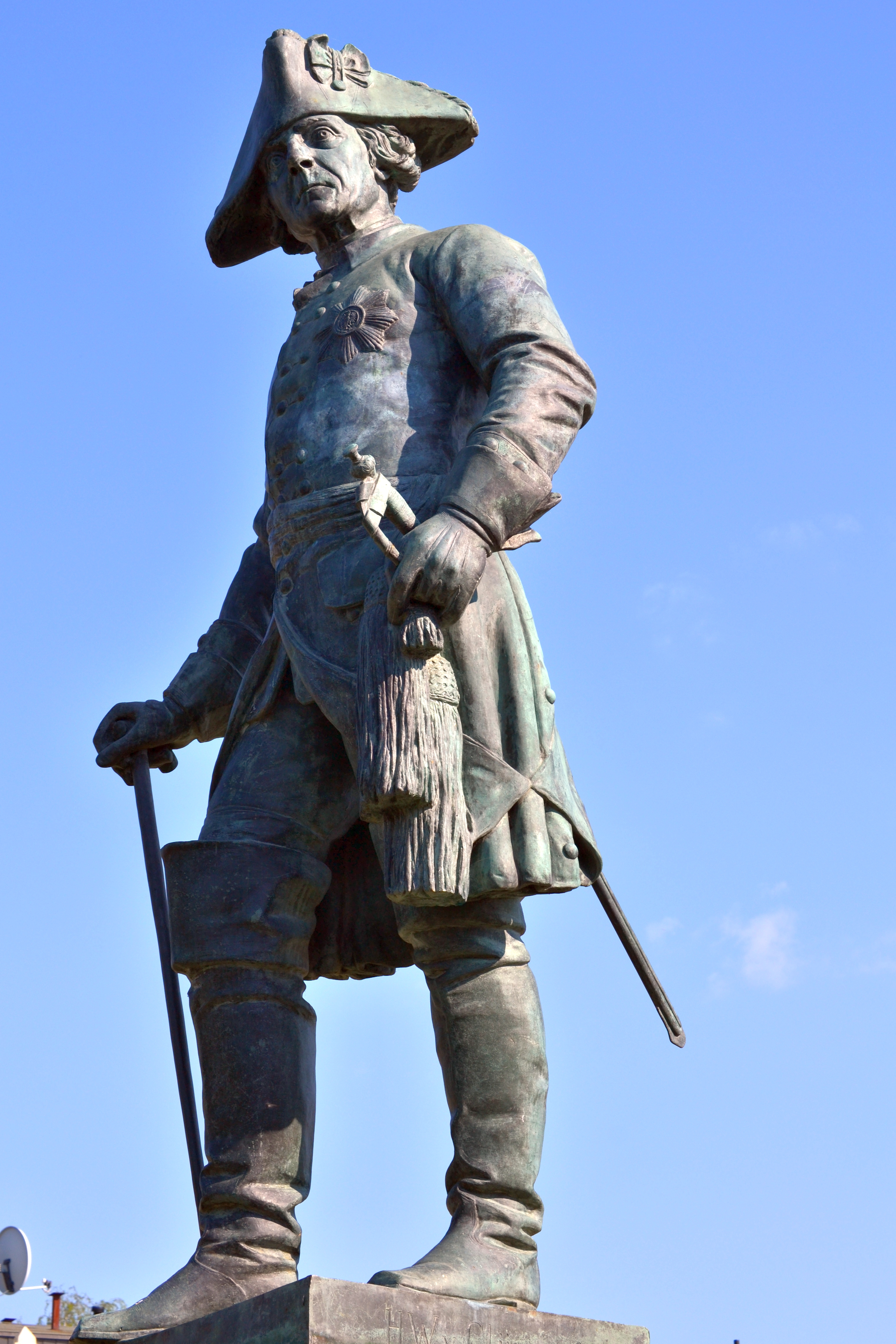